# René Alfons Haiden
René Alfons Haiden (* 21. August 1930 in Wiener Neustadt) ist ein österreichischer Bankmanager.
Er studierte an der Universität Wien Staatswissenschaften, promovierte 1953 zum Doktor rer. pol. und trat anschließend als Mitarbeiter in die Zentralsparkasse der Gemeinde Wien ein. 1973 wurde er deren Vorstandsmitglied, 1977 Generaldirektor-Stellvertreter und 1990 bis 1995 als Nachfolger von Karl Vak ihr Generaldirektor.
1990 wurde der Name auf Zentralsparkasse und Kommerzialbank geändert. 1991 wurde die Zentralsparkasse mit der Österreichischen Länderbank AG fusioniert und trug nun den Namen Bank Austria AG. (Aus dieser ging 2002 nach Fusion mit der Creditanstalt-Bankverein die Bank Austria Creditanstalt AG hervor, die später an die Unicredit verkauft wurde.)
Neben diversen weiteren Funktionen im Bereich des Geldwesens war Haiden bis 2005 Vizepräsident der Wirtschaftskammer Österreich sowie von 1994 bis 2005 Präsident des Sozialdemokratischen Wirtschaftsverbandes Österreichs (der bis 2003 „Freier Wirtschaftsverband“ und von 2003 bis 2005 „Wirtschaftsverband“ hieß).

## Auszeichnungen
- 1995: Großes Goldenes Ehrenzeichen für Verdienste um die Republik Österreich[1]